# Langerhansia valida
Langerhansia valida är en ringmaskart som först beskrevs av Voldemar Czerniavsky 1881.  Langerhansia valida ingår i släktet Langerhansia och familjen Syllidae. Inga underarter finns listade i Catalogue of Life.